# Éponge menstruelle

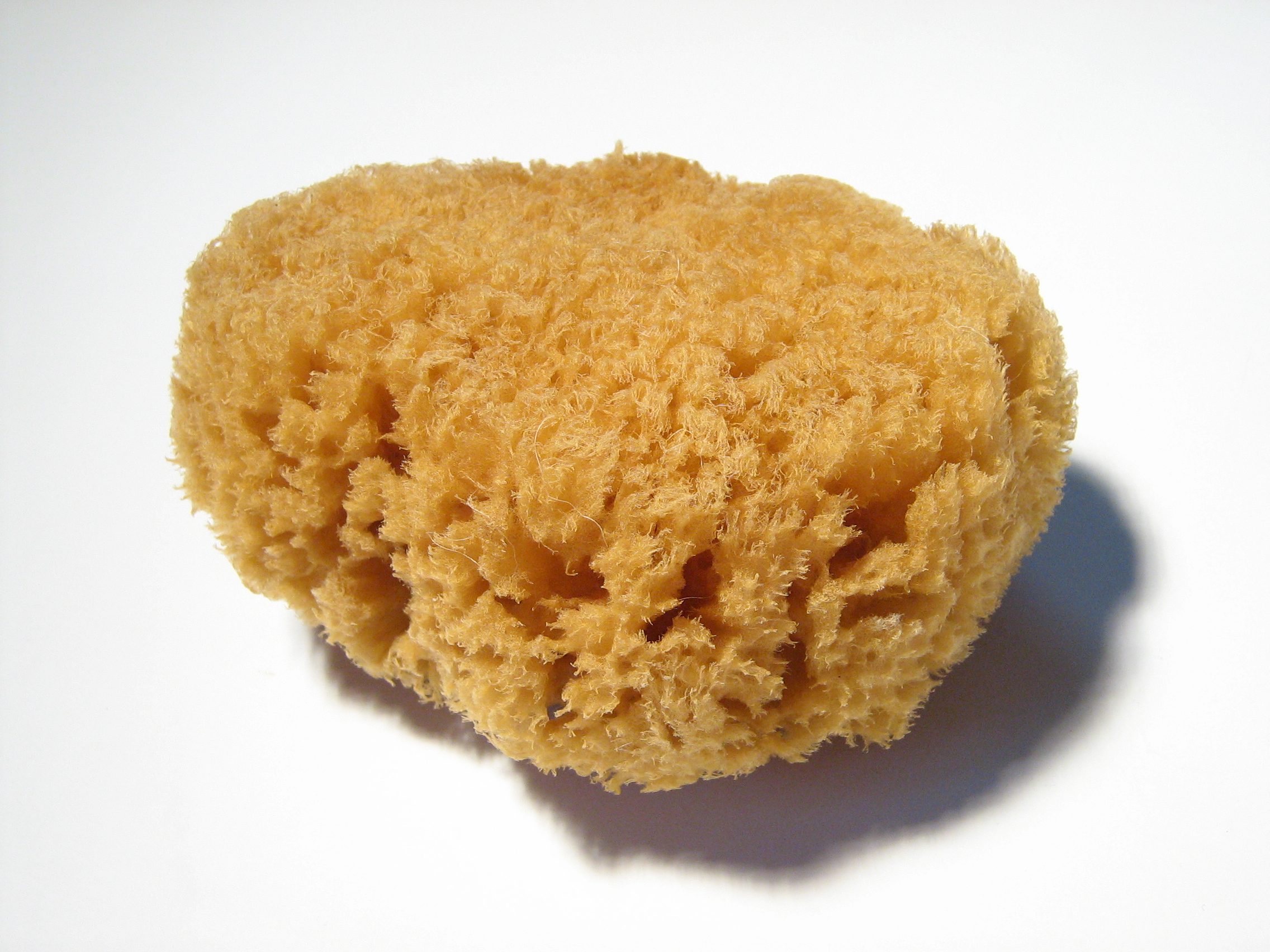
Une éponge naturelle, comme celles parfois utilisées comme éponges menstruelles.

Une éponge menstruelle est un dispositif interne de protection hygiénique, en éponge naturelle ou synthétique, placé dans le vagin afin de récolter le sang produit lors des menstruations. Il s'agit d'une protection souvent réutilisable.
Elle n'est pas contraceptive, et ne doit pas être confondue avec l'éponge contraceptive.

## Description
L'éponge menstruelle peut être naturelle ou synthétique. Naturelle, elle est composée par une éponge de mer de genre Porifera. Les versions synthétiques peuvent être composées de mousse de polyuréthane. Certains modèles d'éponge synthétique peuvent être imprégnés d'un gel qui a pour but de maintenir le pH du vagin à 4,5.

## Usage
L'éponge menstruelle se stérilise avant sa première utilisation. Elle s'insère dans le vagin et y absorbe le sang. Elle se retire au bout de quelques heures pour être changée ou essorée, nettoyée puis réinsérée.
Elle peut également être équipée d'une ficelle pour faciliter son retrait. Une même éponge peut être réutilisée au cours des mêmes menstruations ou lors de menstruations ultérieures. La durée de vie de l'éponge menstruelle est de 6 à 10 mois environ.
Il s'agit d'une protection hygiénique qui peut être utilisée lors d'un rapport sexuel.
L'éponge menstruelle synthétique à usage unique peut être portée durant une durée maximale de huit heures avant d'être changée.

## Avantages et inconvénients
L'éponge menstruelle est une protection confortable, imperceptible si bien insérée. Elle présente l'avantage d'être réutilisable, pendant six à douze mois pour l'éponge de mer et de pouvoir être utilisée lors de rapports sexuels même si la pénétration peut faire reculer l'éponge dans le vagin et la rendre plus difficile à retirer par la suite. Elle est parfois utilisée par certaines personnes pour éviter l'usage de tampon hygiénique dans le but d'éviter un syndrome du choc toxique, bien qu'elle puisse également en être à l'origine,. Elle n'est pas censée contenir de produits chimiques.
Parmi les inconvénients, l'éponge menstruelle requiert cependant d'être à l'aise avec sa manipulation pour l'insérer et la retirer du vagin. Son nettoyage peut être difficile et l'éponge peut parfois se déchirer. Il peut s'avérer difficile de la changer dans un lieu public. Enfin, il s'agit d'une protection plutôt difficile à trouver dans le commerce.

## Aspect sanitaire
L'innocuité de l'usage d'une éponge menstruelle et en particulier d'une éponge de mer de manière intra-vaginale n'a pas été démontrée, car peu d'études ont été menées à ce sujet. L'éponge menstruelle peut cependant contenir du sable, des poussières, des algues microscopiques, des coquillages, des levures et des moisissures ainsi que d'autres matériaux variés et de nombreuses bactéries,. Elle peut modifier le pH de la flore vaginale et parfois causer des infections. Une étude a également montré que les personnes utilisant des éponges menstruelles présentaient des taux de présence de Staphyloccocus aureus, d'Escherichia coli et d'entérobactéries plus élevés que celles utilisant des tampons ou des serviettes hygiéniques, S. aureus étant une des bactéries à l'origine du syndrome du choc toxique.